# 松川村

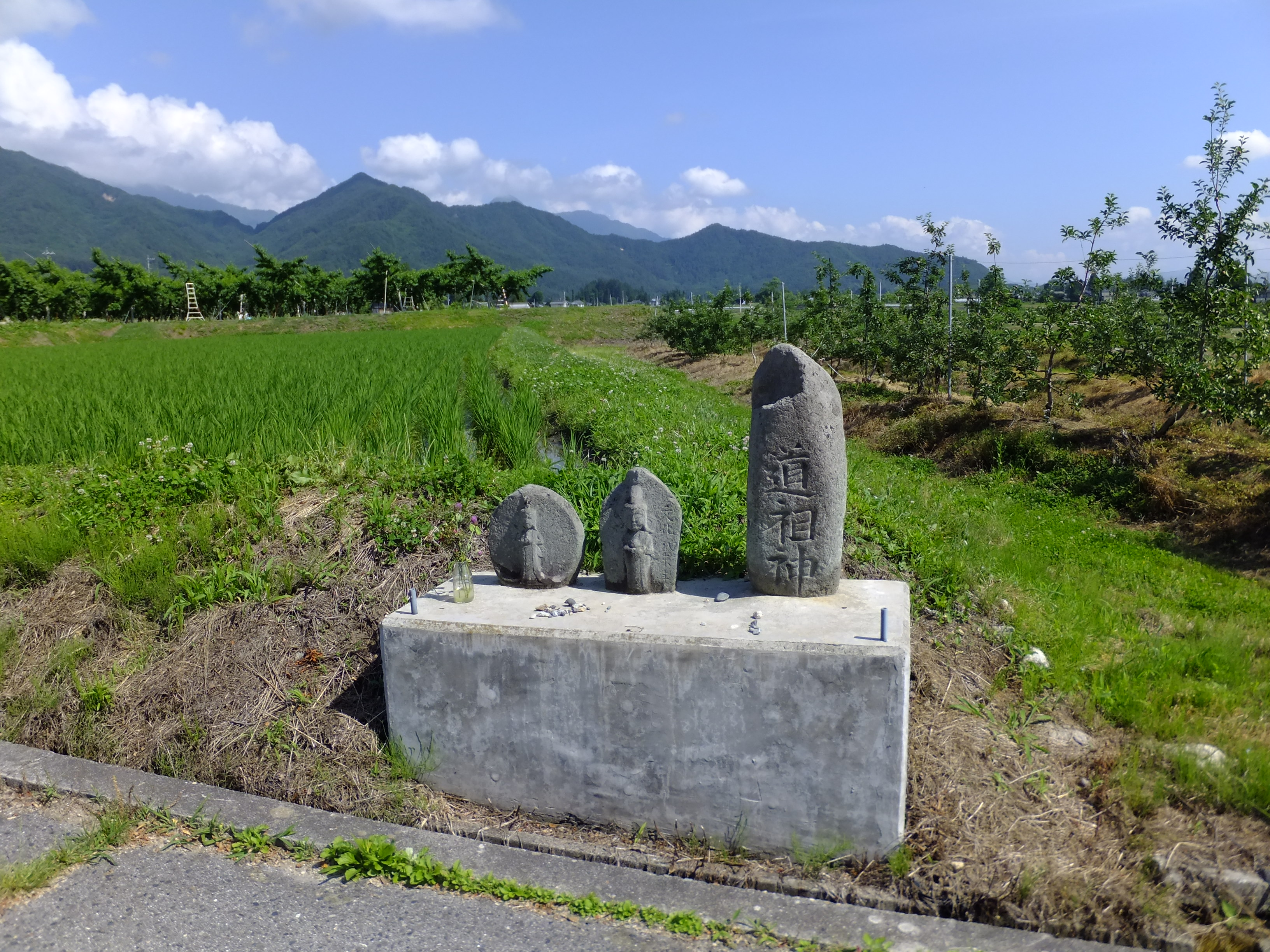
村内風景

松川村（まつかわむら）は、長野県にある村。安曇野の北部にあたる。北安曇郡に属する。

## 概要

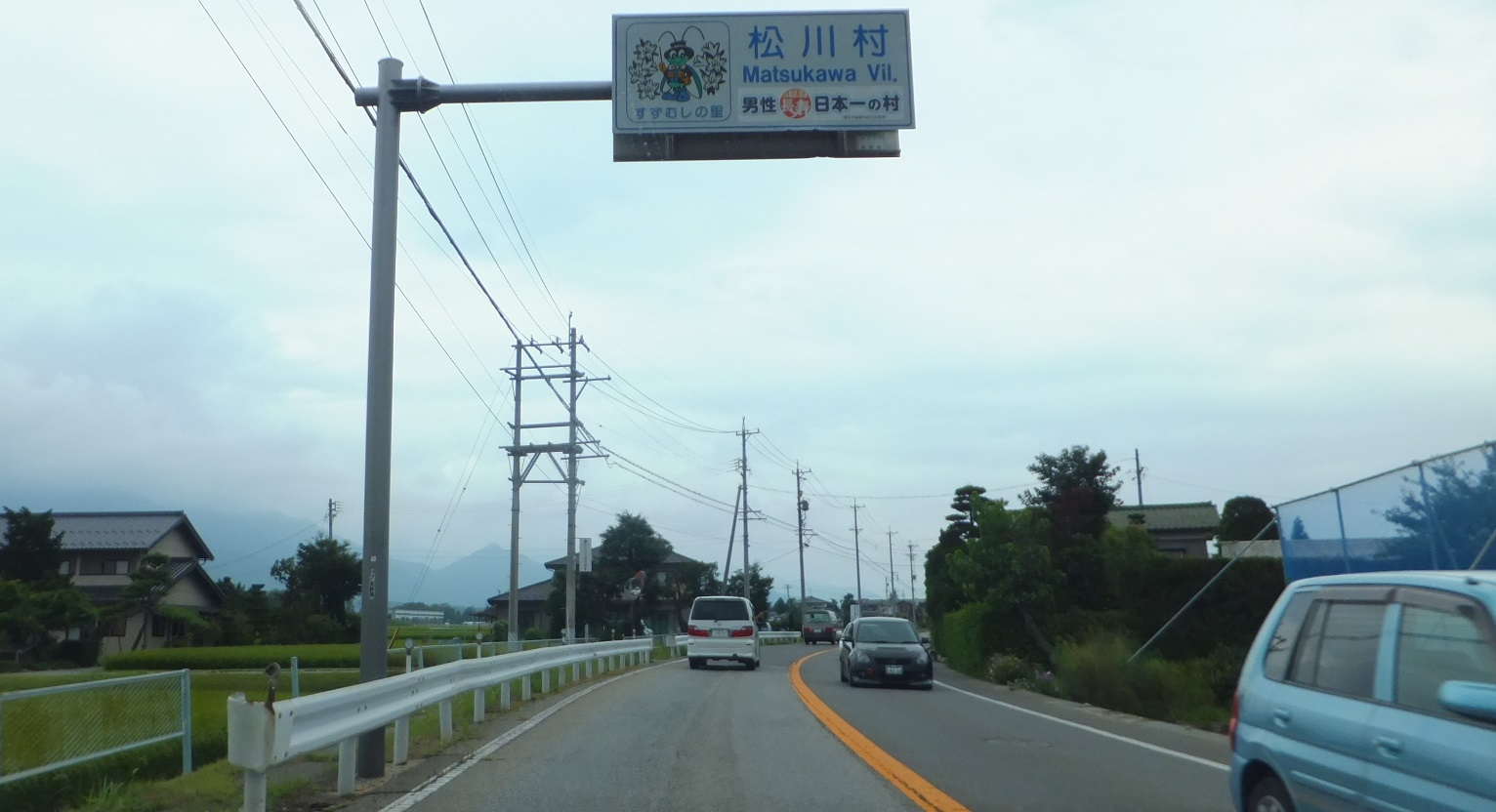
男性長寿日本一を掲げている松川村の標識
（国道147号にて）

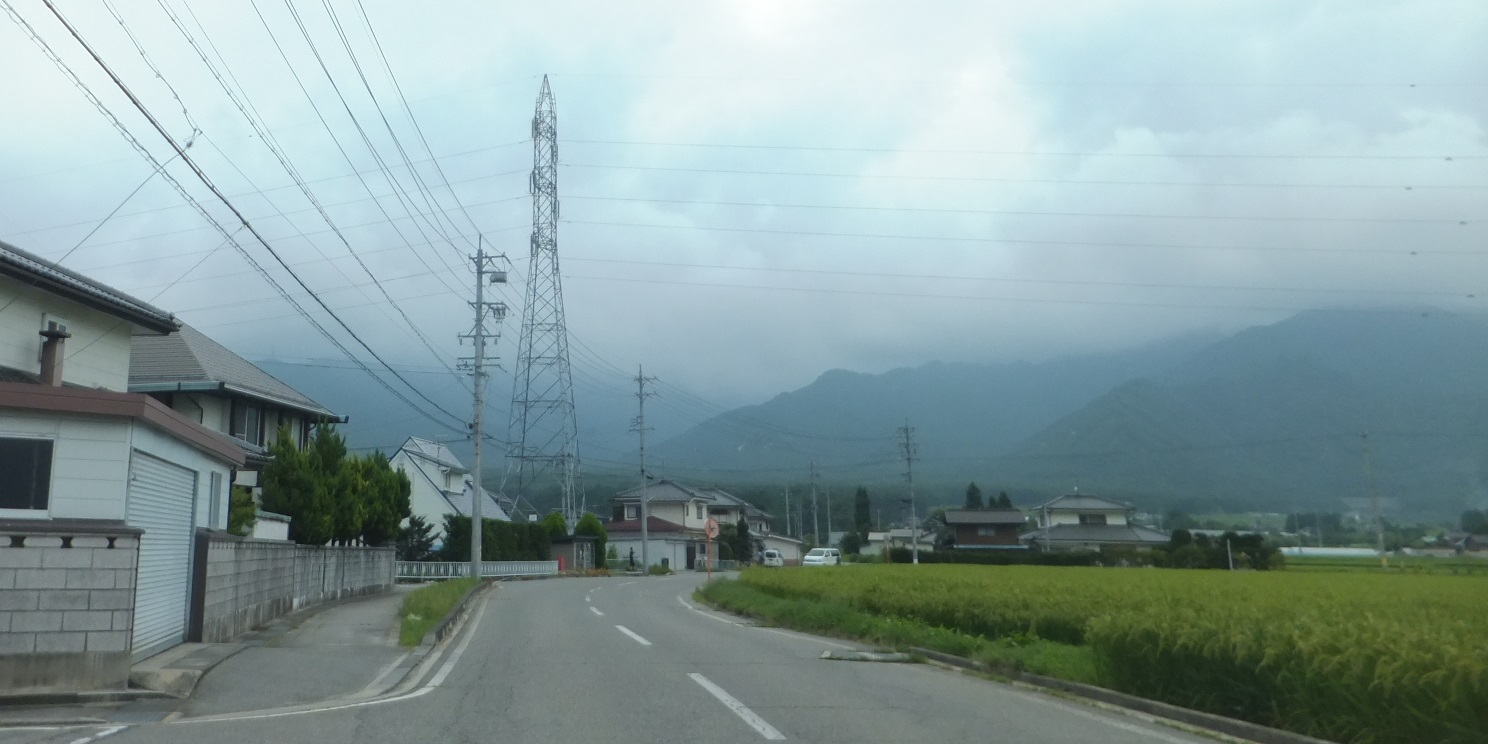
北アルプスと田園風景

安曇野地区の北西側・北アルプスの東側の麓に位置し、大町市と安曇野市との間に挟まれた場所にある村である。平成22年の国勢調査 で男性の平均寿命が82.2歳で国勢調査を行った当時の全自治体の中で日本一になった。

### 人口
- 人口は首都圏・京阪神・中京圏等の大都市圏からの移住者によって右肩上がりに増加し、現在は約1万人程度であり[2]、長野県における町制施行条件（人口8000人以上）を満たす[3]。安曇野市への通勤率は20.17%（平成27年国勢調査）。また、昼夜間人口比率は77.5%（平成27年国勢調査）であり、長野県の77市町村中、あるいは全国の村の中で最も低い値であった。

| |                                        |  |
| 松川村と全国の年齢別人口分布（2005年） | 松川村の年齢・男女別人口分布（2005年） |  |
| ■紫色 ― 松川村 ■緑色 ― 日本全国 | ■青色 ― 男性 ■赤色 ― 女性              |  |
| 松川村（に相当する地域）の人口の推移 \| 1970年（昭和45年） \| 6,342人 \| \| \| 1975年（昭和50年） \| 6,861人 \| \| \| 1980年（昭和55年） \| 7,496人 \| \| \| 1985年（昭和60年） \| 7,896人 \| \| \| 1990年（平成2年） \| 8,337人 \| \| \| 1995年（平成7年） \| 9,030人 \| \| \| 2000年（平成12年） \| 9,701人 \| \| \| 2005年（平成17年） \| 10,072人 \| \| \| 2010年（平成22年） \| 10,093人 \| \| \| 2015年（平成27年） \| 9,948人 \| \| \| 2020年（令和2年） \| 9,599人 \| \| |                                        |  |
| 総務省統計局 国勢調査より |                                        |  |
| 1970年（昭和45年） | 6,342人                                |  |
| 1975年（昭和50年） | 6,861人                                |  |
| 1980年（昭和55年） | 7,496人                                |  |
| 1985年（昭和60年） | 7,896人                                |  |
| 1990年（平成2年） | 8,337人                                |  |
| 1995年（平成7年） | 9,030人                                |  |
| 2000年（平成12年） | 9,701人                                |  |
| 2005年（平成17年） | 10,072人                               |  |
| 2010年（平成22年） | 10,093人                               |  |
| 2015年（平成27年） | 9,948人                                |  |
| 2020年（令和2年） | 9,599人                                |  |

## 地理
- 山：有明山、雨引山、馬羅尾山
- 河川:高瀬川、乳川（ちがわ）、中房川、芦間川、前川

### 隣接する自治体
- 大町市
- 安曇野市
- 北安曇郡：池田町

## 歴史
- 1874年（明治7年）10月22日 - 筑摩県安曇郡鼠穴村、細野村、神戸新田村、松川村及び板取村が合併して、松川村が発足する。
- 1876年（明治9年）8月21日 - 長野県の所属となる。
- 1879年（明治12年）1月4日 - 郡区町村編制法の施行により、北安曇郡の所属となる。
- 1889年（明治22年）4月1日 - 町村制の施行により、北安曇郡松川村の区域をもって、北安曇郡松川村が発足する。
- 1945年（昭和20年） - 登戸研究所北安分室が戦時疎開。
- 1947年（昭和22年）10月13日 - 昭和天皇が村内に行幸（昭和天皇の戦後巡幸）。開拓地や木材工場を視察[4]。
- 1966年（昭和41年）12月20日 - 村章を制定する[5]。
- 1977年（昭和52年）10月1日 - 村旗を制定する[6]。
- 2010年（平成22年）9月8日 - スズムシの捕獲を原則禁止する条例を施行[7]。
- 2019年（令和元年）10月25日 - 村制130周年を記念し村歌「松川村賛歌」を制定。

## 行政

### 村長
- 須沢和彦（2024年3月7日就任 1期目）

### 行政機関
北アルプス広域連合に所属している。所轄警察署は大町警察署である。所轄消防署は北アルプス広域消防本部南部消防署である。

### 友好都市
- 鹿港鎮（台湾彰化県）

### 村旗・村章
村旗は1977年10月1日に制定された。地色は緑色であり、紋章は白色が指定されている。
村章は1966年12月20日に制定された。「マ」を円形化し、「川」の字を組み合わせたもの。

## 議会

### 村議会
- 議長：平林寛也（2018年3月26日就任）
- 議員定数：12人

### 長野県議会（北安曇郡選挙区）
- 定数：1人
- 任期：2019年（平成31年）4月30日 - 2023年（令和5年）4月29日
- 宮沢敏文（無所属）

### 衆議院
- 選挙区：長野2区（長野市の一部、松本市、大町市、安曇野市、東筑摩郡、北安曇郡、上水内郡）
- 任期：2021年10月31日 - 2025年10月30日
- 投票日：2021年10月31日
- 当日有権者数：382,082人
- 投票率：57.04％

| 当落 | 候補者名 | 年齢 | 所属党派     | 新旧別 | 得票数    | 重複 |
| ---- | -------- | ---- | ------------ | ------ | --------- | ---- |
| 当   | 下条みつ | 65   | 立憲民主党   | 前     | 101,391票 | ○    |
| 比当 | 務台俊介 | 65   | 自由民主党   | 前     | 68,958票  | ○    |
|      | 手塚大輔 | 38   | 日本維新の会 | 新     | 43,026票  | ○    |

## 教育

### 学校
- 松川村立松川小学校
- 松川村立松川中学校

### 図書館
- 松川村図書館

## 交通

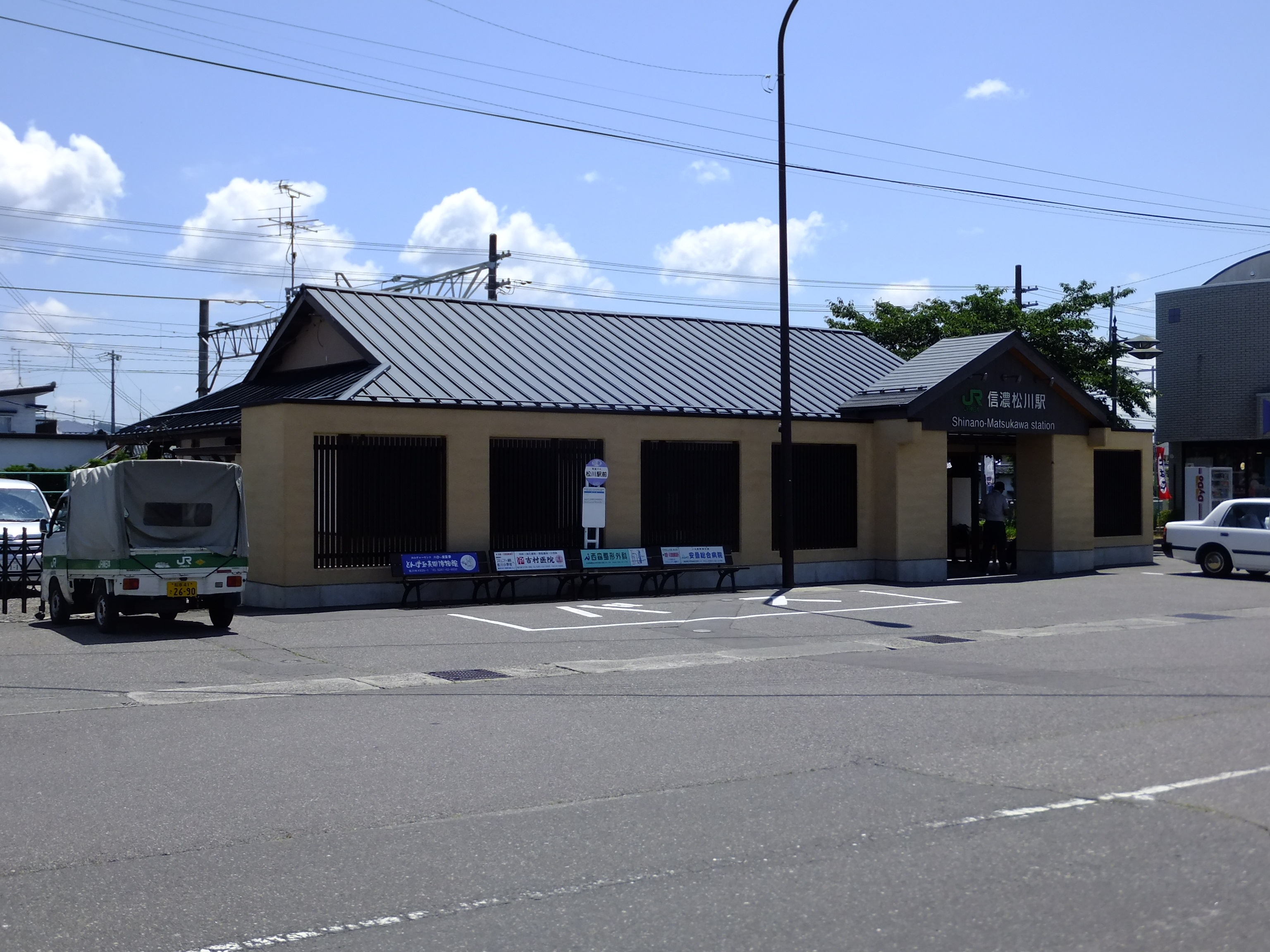
信濃松川駅

### 鉄道
- 東日本旅客鉄道
  - 大糸線：細野駅 - 北細野駅 - 信濃松川駅

### バス
- 松川村福祉バス
- 池田町営バス
  - 隣接する池田町から乗り入れており村内では松川駅前～政所（まんどころ）より乗車できる。
- 中央高速バス安曇野・白馬線　- 村内では安曇野松川に停車する。
- あづみ野エンジョイバス - 季節運行で安曇野市にある穂高駅から村内に乗り入れており、村内では安曇野ちひろ美術館に停車する。

### 道路
- 安曇野スケッチロード
- 北アルプスパノラマロード

#### 高速道路
村内に高速道路は通っていない。最寄りのインターチェンジは安曇野市にある安曇野インターチェンジ（長野自動車道）である。

#### 一般国道
- 国道147号

#### 都道府県道
- 長野県道275号上生坂信濃松川停車場線
- 長野県道306号有明大町線（山麓線、北アルプスパノラマロード）
- 長野県道450号矢地赤芝線

### 道の駅
- 安曇野松川

### ナンバープレート
安曇野ナンバー
2025年5月7日以降、安曇野市、北安曇郡池田町、東筑摩郡生坂村とともに、ご当地ナンバーである安曇野ナンバーが割り当てられている。

## 名所・旧跡・観光スポット・祭事・催事
- 安曇野ちひろ公園
  - 安曇野ちひろ美術館
- すずむし荘
- 鈿女神社
- 大和田神社
- 観松院（弥勒菩薩半跏思惟像 重要文化財、長野県最古）
- 信濃松川美術館
- 「鈴音ホール」
- 国営アルプスあづみの公園　大町・松川地区
- 馬羅尾高原
- ふるさと祭り

## ゆかりの人物
- いわさきちひろ - 両親が戦後、当村に開拓移民として移住。

## 出身者
- 勝野慎子(シンガーソングライター)